# Ковалёв, Александр Александрович (скульптор)
Алекса́ндр Алекса́ндрович Ковалёв (1915—1991) — украинский, советский скульптор, педагог. Народный художник СССР (1979).

## Биография
Родился 18 (31) декабря 1915 год в Рогачёве (ныне Гомельская область, Белоруссия).
В 1941 году окончил Киевский художественный институт (ныне Национальная академия изобразительного искусства и архитектуры). Учился у Б. Кратко, Л. Шервуда, А. Матвеева.
В 1944 году начал работать старшим преподавателем скульптуры и рисунка Республиканской художественной школы им. Т. Г. Шевченко при Киевском художественном институте .
Мастер станкового и монументального портрета.
Участвовал в выставках: республиканских (1945), всесоюзных (с 1952), зарубежных (с 1950).
Член Союза художников СССР.
Умер 18 декабря (по другим источникам — 18 ноября) 1991 года в Киеве. Похоронен на Байковом кладбище.

## Награды и звания
- Заслуженный деятель искусств Украинской ССР (1960)
- Народный художник Украинской ССР (1963)
- Народный художник СССР (1979)
- Сталинская премия второй степени (1950) — за скульптурный портрет Олены Хобты
- Государственная премия Украинской ССР им. Т. Г. Шевченко (1975) — за скульптурные портреты Д. С. Коротченко, М. Ф. Рыльского, В. П. Филатова
- Орден Ленина (1982)
- Орден Трудового Красного Знамени
- Медаль «В ознаменование 100-летия со дня рождения Владимира Ильича Ленина»
- Медаль «В память 1500-летия Киева»
- Почётная грамота Президиума Верховного Совета УССР.

## Творчество
- «Композитор П. И. Чайковский» (1948)
- «Герой Социалистического Труда Е. С. Хобта» (1949)
- «Академик В. П. Филатов» (1952)
- «Поэт М. Ф. Рыльский» (1970, Житомирская область)
- памятник «Д. С. Коротченко» (1974, демонтирован в 2015 году)
- памятник А. С. Пушкину в Киеве (1962)
- памятник А. С. Пушкину в Симферополе (1967)
- памятник А. С. Пушкину в Гурзуфе (1973)
- памятник Н. В. Лысенко в Киеве (1965)[5]
- памятник А. А. Жданову в Мариуполе (1977)
- памятник В. П. Глушко в Одессе (1978)[6]
- бюст А. С. Пушкина на станции «Университет» Киевского метрополитена (1962)[7]

## Изображения

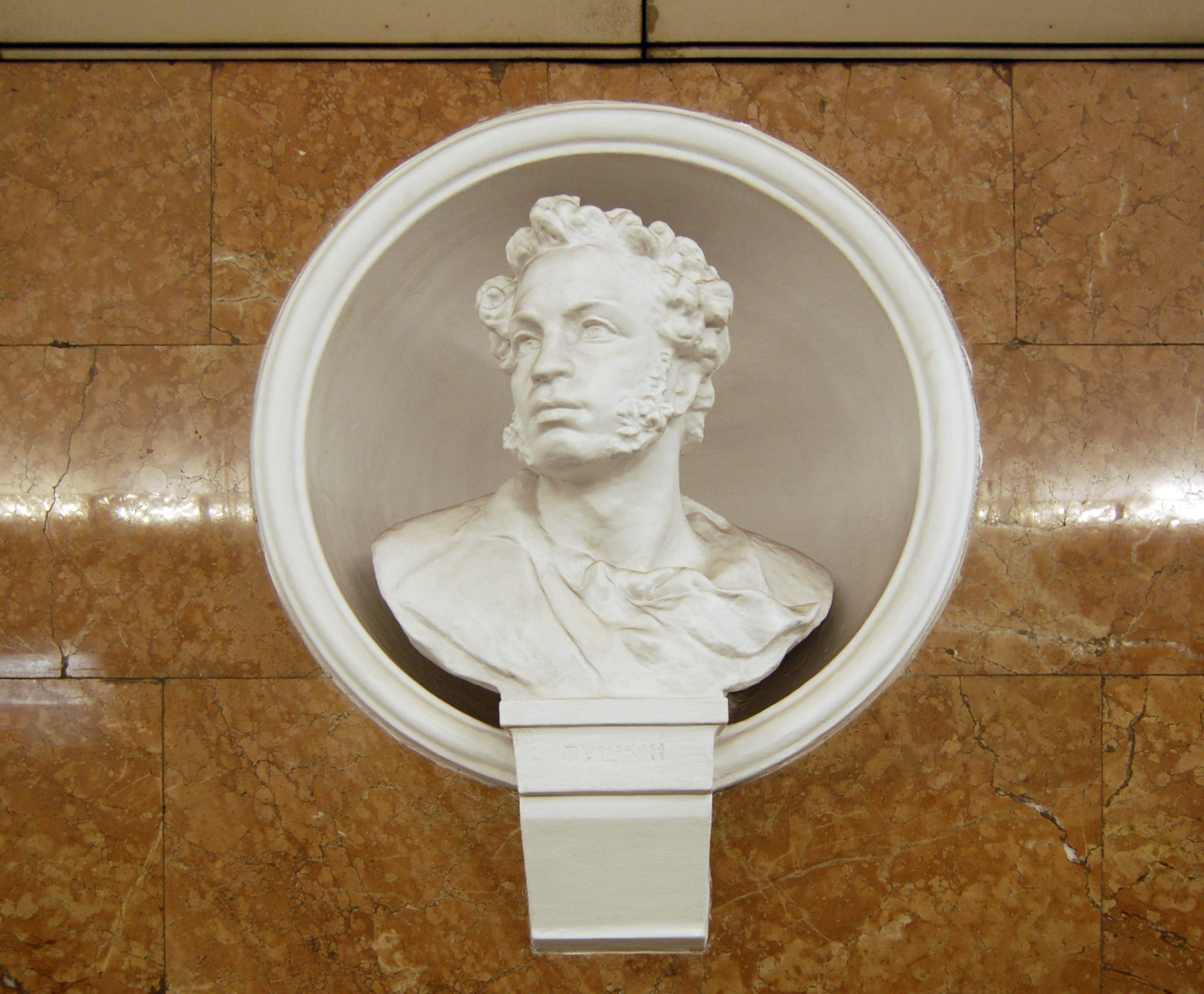
Бюст А. Пушкина на станции метро «Университет» в Киеве
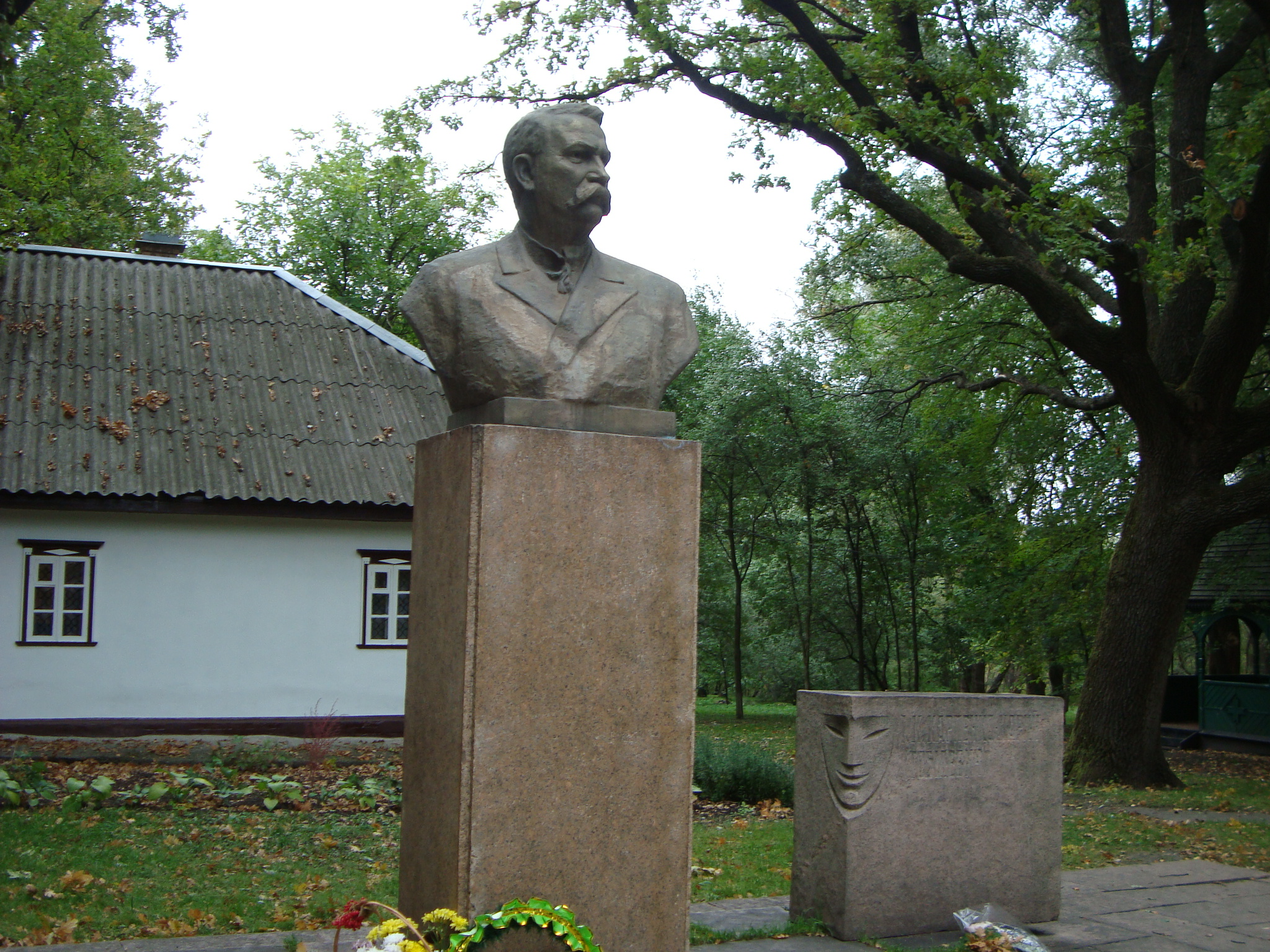
Памятнику И. Карпенко-Карому
Памятник Д. Коротченко
Памятник Н. Лысенко в Киеве
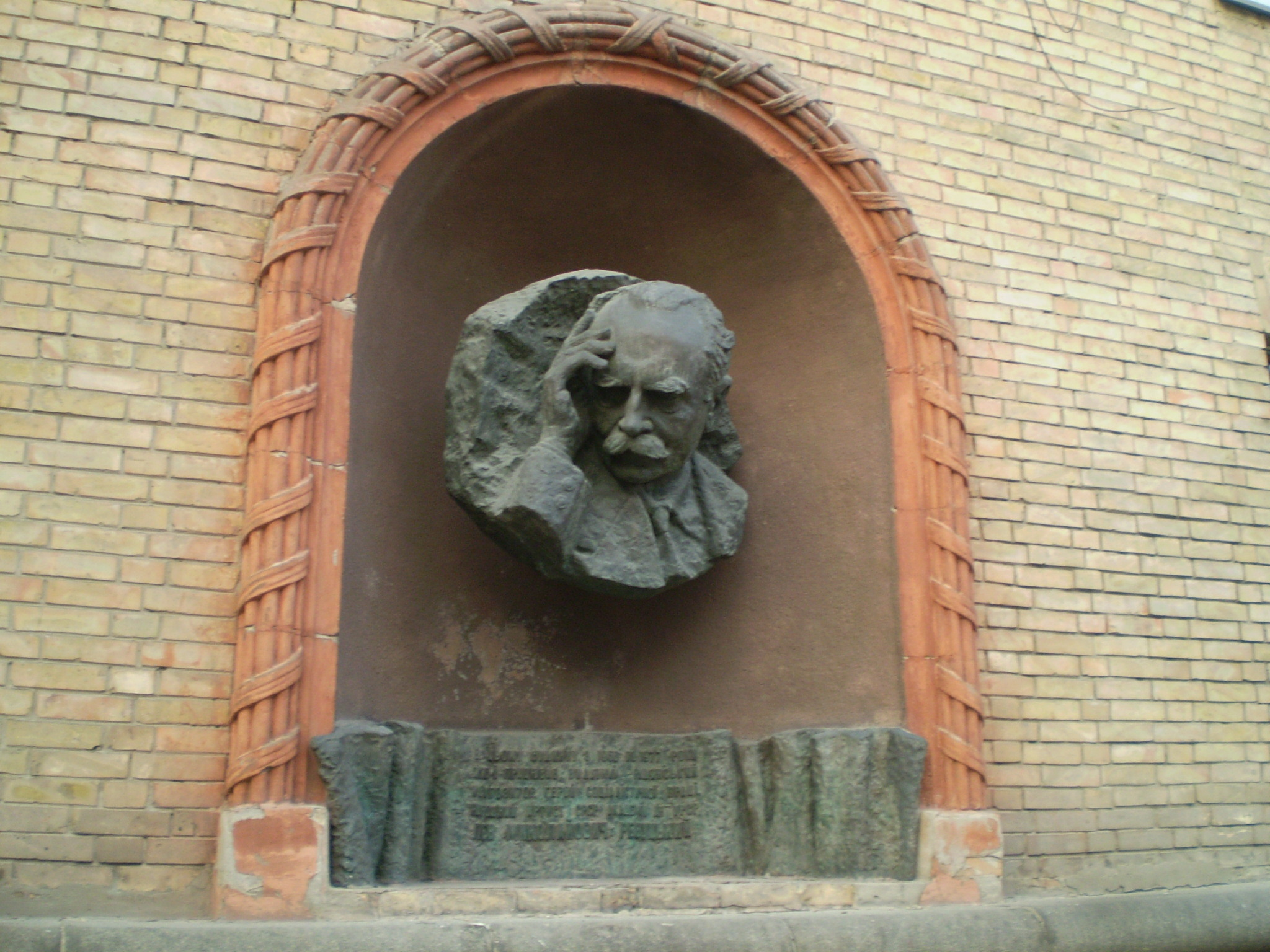
Мемориальная доска Л. Ревуцкому в Киеве
Памятник А. Пушкину в Севастополе
Памятник А. Пушкину в Симферополе